# 抵当権
抵当権（ていとうけん, 英: Hypothec）とは、債務の担保に供した物について他の債権者に先立って自己の債権の弁済（優先弁済的効力）を受ける権利を言う。質権とは違って引渡しを要しないために所有者が抵当権成立後も引き続き使用・収益をすることができる、というのが概ね通有的な性質であるが、法域によっては引渡しを要する場合を含むこともある。
日本の民法においては、当事者の合意によって設定される約定担保物権であり、不動産や一定の動産・財団のみをその目的とし、一般財産をその目的とすることはできない。これは、英米法におけるmortgage（譲渡抵当またはモーゲージ）（特にそのうちの権原（title）の移転を伴わない類型）に似るといえ、その訳語としても用いられる。

## 日本
日本法における抵当権については概要、以下のとおりである。
- 民法について以下では、条数のみ記載する。

### 概説

#### 抵当権の概要
民法は抵当権の内容について「抵当権者は、債務者又は第三者が占有を移転しないで債務の担保に供した不動産について、他の債権者に先立って自己の債権の弁済を受ける権利を有する」と規定する（369条1項）。
まず、債権者（抵当権者）は自己の債権を確保するため、抵当権設定者（通常は債務者。物上保証も参照）の不動産または権利（地上権及び永小作権）に抵当権を設定する。抵当権は非占有担保物権であるため、抵当権設定の合意のみにより設定できるが（176条）、不動産登記が第三者に対する対抗要件となり（177条）、かつ抵当権の実行には通常、登記事項証明書が必要なため（民事執行法181条1項3号）、ほとんどの場合登記される。ただし、当事者間では、抵当権の登記をしなくても抵当権の実行は可能である。
抵当権は同じ不動産について重ねて設定できる。その場合の各抵当権の優劣は設定された先後（登記されなければ対抗力がないため、実際には登記の順序）による（第373条）。ほぼ同時刻に申請された場合は、１番抵当権（あ）、１番抵当権（い）の様に表記し、優先弁済は同順位である。申請時刻に差がある場合は、その先後により1番抵当権、2番抵当権という具合に順位がつけられ、その順番に従って優先弁済を受けることになる。
抵当権の特徴は非占有型の担保物権である点であり、抵当権が設定されても抵当権設定者は抵当権が設定され担保となっている目的物を債権者に引き渡す（占有を移す）必要がない。抵当権としばしば対比されるのが同じ約定担保物権である質権であるが、質権の場合には目的物を債権者に引き渡さなければならない点が抵当権とは異なる（344条）。抵当権の場合には、抵当権設定者は引き続き担保の目的物を自由に使用・収益・処分することができるので、目的物の効率的利用が妨げられず、社会的に重要な役割を果たしている。
債務者が債務不履行に陥った場合には、抵当権が実行されて不動産競売（担保不動産競売）に付され、抵当権者はその代金をもとに他の一般債権者に優先して弁済を受けることで、債権の回収を図ることができる。抵当権が実行され不動産競売により目的物が競落されるとその物に設定されていた抵当権はすべて消滅する（消除主義）。抵当権の実行方法には担保不動産競売のほか担保不動産収益執行などの方法もある。

#### 抵当権の性質
担保物権の通有性により、抵当権には以下の性質が認められている。
- 付従性

抵当権は被担保債権とともに成立（成立における付従性）・存続し、債務者が債務を弁済した場合等、被担保債権が消滅すれば抵当権も消滅する（消滅における付従性）という性質。
- 随伴性

抵当権は被担保債権の移転に随伴するという性質。抵当権の設定された目的物の所有権を第三者に譲渡した場合は、抵当権付の所有権が移転することになる。民法はこのような第三取得者との関係を考慮して代価弁済や抵当権消滅請求といった制度を設けている。
- 不可分性

抵当権者は、被担保債権の全部の弁済を受けるまで（一部の弁済を受けたとしても）、抵当目的物の全部について抵当権を実行できる（留置権の不可分性の規定の準用、372条・296条）。
- 物上代位性

抵当権の目的物が滅失した場合でも、それが債権などの形に転化していれば、それに対して抵当権が及ぶ（後述）。
先取特権の物上代位性の規定の準用（372条・304条）
質権の物上保証人の求償権の規定の準用（372条・351条）

### 抵当権の設定
抵当権の設定は抵当権設定者と抵当権者との間で締結される抵当権設定契約によって設定される。

#### 目的物
抵当権を設定することができるのは、登記・登録制度がある物や権利だけである。これは当該物に抵当権が設定されていることが誰にでも分かるよう、公示する必要があるからである。民法上、その典型は不動産であり（369条1項）、地上権と永小作権にも抵当権を設定することができるが（同条2項）、そのような形で利用されることはあまりない（よって以下では物（民法では、動産でも不動産でも（物、ブツ）という）に抵当権が設定された場合を念頭に記述する）。また、抵当権に対して抵当権を設定することができる。
また、各種の特別法によってその対象が不動産以外にも広げられている。前述のとおり、登記や登録といった抵当権の公示手段があるものである。鉱業権、漁業権、立木（立木法）、船舶（商法847条）、自動車、農業動産、航空機、建設機械、工場（工場抵当という）がある。さらに、企業組織全体をその対象とする財団抵当がある。ここで対象となるのは工場財団や鉄道財団などである（詳細は特別法上の抵当権を参照）。

#### 物上保証
通常、抵当権は債務者の所有物に対して設定される。つまり、債務者＝抵当権設定者となる。しかし債務者以外の者が抵当権設定者となって債務を担保する場合もある。この場合の抵当権設定者は債務を負わない（つまり自ら給付を実現する義務を負わない）が自己の不動産の上に他人の債務のための責任だけを負担していることになる。これは債務者以外の者の財産が責任財産となるという点で保証の関係に類似するため、こうした抵当権設定を物上保証（ぶつじょうほしょう）といい、このときの抵当権設定者を物上保証人という。
なお、保証人（連帯保証人）が担保提供する場合は、物上保証の責任だけでなく、保証人（連帯保証人）としての責任もあることは当然である。

#### 被担保債権
抵当権の被担保債権は、通常、金銭債権である。元本の他、利息、定期金、損害遅延金、違約金等元本に付随するものが含まれる。ただし、利息等、時の経過によって金額が増大するものについては直近2年分までしか、優先弁済の対象とはならない(375条)。金額の増大によって、後順位抵当権者らに配当が回らなくなるのを防ぐ趣旨であり、後順位抵当権者が少ない質権は、2年の制限に服しない(346条)。
抵当権を設定するには被担保債権を「特定」する必要がある。不特定の債権を担保したい場合は根抵当権（根抵当権であっても債権の範囲の指定は必要である）を設定すべきである。特定さえされていれば、抵当権設定時に被担保債権が発生していなくても、期限付債権や条件付債権などで将来発生する可能性があるものについて被担保債権とすることができる（附従性の緩和、大判昭7.6.1）。

### 抵当権の効力

#### 抵当権の効力の及ぶ範囲

##### 付加一体物
- 抵当権は、抵当地上の建物を除き、その目的である抵当不動産の付加一体物に及ぶ（370条本文）。 ただし、設定行為に別段の定めがある場合及び424条の規定により債権者が債務者の行為を取り消すことができる場合は付加一体物には及ばない（370条但書）。

##### 果実
抵当権はその担保する債権につき不履行があったときは、その後に生じた抵当不動産の果実に及ぶ（371条）。
ここでいう果実とは、天然果実だけでなく法定果実も含む。この規定が担保不動産収益執行の実体的根拠であることに争いはないが、物上代位との関係でもそうであるかについては、後述のとおり争いがあった。また、債務不履行前に生じた賃料に対して及ぶか否かについても争いがある。
抵当権者は、利息その他の定期金を請求する権利を有するときは、原則としてその満期となった最後の2年分についてのみ、その抵当権を行使することができる（375条）。これは後順位抵当権者の期待を保護するため（後順位抵当権者は、先順位抵当権の被担保債権額等を確認して担保価値を把握するはずである）であるから、後順位抵当権者等がいない場合には2年分を超えて抵当権を実行できる。

##### 賃借権
土地賃借人が該土地上に所有する建物について抵当権を設定した場合には、原則として、抵当権の効力は当該土地の賃借権に及び、建物の競落人と賃借人との関係においては、右建物の所有権とともに土地の賃借権も競落人に移転する（最高裁判例昭和40年5月4日）。この場合賃貸人の承諾が必要であり（619条）、承諾が得られないときは、競落人は、裁判所に対し借地非訟事件の申立を行い、代諾料を定める裁判を行うことになる。（借地借家法20条）。

#### 物上代位
抵当権の目的物が滅失した場合でも、それが債権などの形に転化していれば、それに対して抵当権が及ぶ（372条、304条）。例えば、抵当権の目的物であった家屋が焼失した場合、その損害を填補するために支払われる保険金や賠償金についても抵当権の効力が及び、抵当権者はそこから優先弁済を受けることができる（債務と保険料の関係が無いことから、火災保険金を受け取ることができる、に関して反論する法学者もいる）。ただし、金銭が実際に支払われる前の、債権の状態で差押えをしなければならない。物上代位の対象となるのは上記の保険金や賠償金のほかに、土地収納の際の保証金や代替地がある。

##### 物上代位と賃料
抵当目的物が賃貸に用いられている家屋であった場合、法定果実としての「賃料」に対しても抵当権の効力が及び、物上代位できるかが争われた。これは1990年代のバブル景気崩壊によって土地建物の担保価値が著しく低下したために注目された債権回収方法である（それ以前は土地の売却代金からの回収がほとんどであった）。通説と最高裁の判例はこれを可能としてきたが、異論もあった。
そこで2003年（平成15年）に371条を改正して、抵当権が債務不履行後に生じた抵当不動産の果実（法定果実である賃料が念頭に置かれている）にも及ぶとされ（もっとも判例は物上代位の実体的根拠を372条・304条に求めるのであり、この点は変わらないとする理解が多数のようである）、同時に民事執行法において抵当目的物（抵当不動産）からの収益によって債権を回収するための担保不動産収益執行の手続が導入された（民事執行法188条）。しかしこの担保不動産収益執行の手続は、強制管理の手続を手直ししたもので、管理人に費用が掛かるので、大規模マンションには向いているが、小さなマンションでは経費倒れとなり、依然として物上代位の利用価値は大きい。
いっぽう、抵当目的物が転貸された場合において、判例は、372条で準用する304条に規定する「債務者」に原則として転貸人は含まれないとして、転貸賃料に対する物上代位を否定した（最決平12.4.14）。

#### 実行前の効力

##### 抵当権に基づく妨害排除請求
日本の抵当権規定は、ボワソナード旧民法を介して、フランス法・ベルギー法の影響を強く受けている。しかし、民法制定後、日本でドイツ法的解釈が支配的となると、抵当権は抵当目的物の交換価値のみを把握する価値権であり、担保に供された物の使用には介入するべきでないと考えられるようになり（特に我妻栄の影響）、物権的請求権についても所有権等と比べて制限があった。そのため、短期賃貸借制度を悪用するなどして抵当目的物を占有し競売代金を低下させ、それを恐れた抵当権者から法外な敷金の返却や立退料を求める占有屋が跋扈した。それゆえ、20世紀末になると、そうしたドイツ的解釈が日本において前提となる必然性はないと考えられるようになった（内田貴などが主張）。
平成11年（1999年）の最高裁大法廷判決は、傍論であるが抵当権に基づく妨害排除請求権を初めて認めた。この判決により占有屋の跋扈に一定の歯止めがかけられることとなった。さらに、平成17年（2005年）判決では、正面から抵当権に基づく妨害排除請求権を承認した。

##### 抵当権の処分
1. 転抵当
2. 抵当権の譲渡・放棄
3. 抵当権の順位の譲渡・放棄
4. 抵当権の順位の変更

### 第三取得者との関係

#### 代価弁済
抵当不動産について所有権や地上権を買い受けた利害関係人である第三取得者が、抵当権者の請求に応じてその代価を弁済したときは抵当権は消滅する（378条）。これを代価弁済という。

#### 抵当権消滅請求
抵当不動産の第三取得者は383条の規定に従って抵当権消滅請求をすることができる（379条）。もっとも、主たる債務者、保証人及びこれらの者の承継人は抵当権消滅請求をすることはできない（380条）。 

#### 第三取得者との関係における諸規定
- 抵当不動産の第三取得者による買受け（390条）
- 抵当不動産の第三取得者による費用の償還請求（391条）

#### 賃借権者との関係における諸規定
- 抵当権者の同意の登記がある場合の賃貸借の対抗力（387条）
- 抵当建物使用者の引渡しの猶予（395条）

平成15年に395条が改正され、短期賃貸借の保護が廃止されるとともに、抵当権に対抗できない賃貸借はその期間にかかわらず、抵当権者及び競売における買受人に対抗できないことになった。代わりに、建物の賃借人は抵当権を実行された場合に、競売による買受の時から6ヶ月、建物の明渡を猶予される（395条1項）。抵当建物の使用者は競売による買受のときより建物の使用について対価を支払う義務があり、買受人が抵当建物使用者に対し相当の期間を定めて1ヶ月分以上の支払いの催告をし、その相当の期間内に履行がない場合には、建物の明渡を猶予されない（395条2項）。

### 抵当権の実行

#### 民事執行法による抵当権の実行

##### 担保不動産競売
抵当権の実行は、債務不履行、目的物を滅失させ期限の利益を喪失した（137条）場合にできる。抵当権の目的物がある所在地を管轄する地方裁判所に、抵当権に基づく不動産競売（担保不動産競売）を申し立てることで始まる。
競売に付され、買受人があれば売却許可が与えられ、代金（競売代金）を納付する。代金を納付した時点で所有権は移転する。競売代金はその順位に従い、抵当権者に配当される。前順位の抵当権者の債権を弁済してなお競売代金が残存する場合、次順位の抵当権者が弁済を受けていく。抵当権者へ配当してなお代金が残存する場合には一般債権者に、さらに残存すれば抵当権設定者に返還される。競売代金がすべての債権を弁済するのに不足する場合、弁済を受けられなかった債権は存続する（抵当権者は、担保のない無担保債権者となる）。
- 一括競売

抵当権の設定後に抵当地に建物が築造されたときは、抵当権者は、土地とともにその建物を競売することができる（389条）。この場合、土地の代金からのみ優先弁済を受けることができ、建物の代金から優先弁済を受けることはできない。

#### 抵当権の実行に関する諸規定
- 抵当不動産以外の財産からの弁済（394条）
- 抵当建物使用者の引渡しの猶予（395条）

#### 抵当直流
抵当権者は設定契約あるいは別個の特約により、債務者が弁済期に債務を弁済しない場合に民事執行法上の手続によらずに抵当権の目的物を抵当権者に移転しまたは処分することができる契約を抵当権設定者と結ぶことができるものと解されている。これを抵当直流（ていとうじきながれ）という。質権の流質契約に相当するもので、質権における流質契約の場合には弁済期前にこのような契約を結ぶことは禁じられているが（349条）、抵当権の抵当直流については有効であると解されている。

#### 共同抵当
数個の不動産に同一の債権の担保として設定された抵当権のこと。
- 同時配当
  - 共同抵当の目的となっている数個の不動産について、同時にその代価を配当すべきときは、その各不動産の価額に応じて、その債権の負担を按分する（392条1項）。
- 異時配当
  - 一方、ある不動産の代価のみを配当すべきときは、抵当権者は、その代価から債権の全部の弁済を受けることができる。この場合は、次順位の抵当権者は、その弁済を受ける抵当権者が同時にその代価を配当したときに他の不動産の代価から弁済を受けるべき金額を限度として、その抵当権者に代位して抵当権を行使することができる（同条2項）。

#### 法定地上権
土地及びその上に存する建物が同一の所有者に属する場合において、その土地または建物につき抵当権が設定され、その実行により所有権を異にするに至ったときは、その建物について、地上権が設定されたものとみなされる（388条）。これを法定地上権という。
法定地上権の制度は、建物のみに抵当権が設定された場合で、抵当権が実行された場合に競落人が建物を所有するために土地を使用する権限がなくなるため、本条がないと土地の所有者が同意しないと建物を結局収去せぜるを得なくなるが、これでは建物の有効利用を図れなくなるために設けられているものである。
1番抵当権設定時に土地と建物の所有者が同一の場合に限り、法定地上権の成立が認められる。これは、1番抵当権設定時に土地と建物の所有者が異なる場合には、土地所有者と建物所有者との間に土地利用権原についての約定（賃貸借等）があるはずであり、建物の抵当権の効力は従たる権利としてその賃借権等にも及んでおり、法定地上権を認める必要がないと考えられるからである。

### 根抵当
根抵当（ねていとう）は、継続的に発生する債務を一定額（極度額（きょくどがく）という）まで担保するための抵当権を設定するものである。担保すべき債権が、設定時には一定範囲でしか特定されていない点で通常の抵当権とは異なる。
例えば継続的な取引関係がある場合、その取引から生じた債務を担保するためにある土地（ブツ）に根抵当権を設定する。これが通常の抵当権であると、個別の取引が終わるたび付従性（附従性）によって抵当権が消滅してしまうので、次の取引の際に改めて抵当権を設定しなければならず、煩雑である。1971年（昭和46年）の民法改正によって398条の2以下に根抵当の規定が設けられたが、実際の取引ではそれ以前から用いられていた。この民法改正では、極度額は債権極度額のことをいい、それまで認められていた元本極度額は設定できないこととなった。
- 債権極度額とは、例えば極度額100万円ならば担保される部分は元本・利息・損害金の合計額が100万円に充つるまで担保されるが、100万円を超える部分は担保されない。
- 元本極度額とは、例えば元本極度額100万円ならば元本100万円+利息・損害金が担保される。今、残っている元本極度額設定の根抵当権は少ないと思われる。

### 特別法上の抵当権
- 動産抵当権
  - 農業用動産抵当権（農業動産信用法）
  - 建設機械抵当権（建設機械抵当法）
  - 自動車抵当権（自動車抵当法）
  - 船舶抵当権（商法および船舶法）
  - 航空機抵当権（航空機抵当法）
- 財団抵当権
  - 工場財団抵当権（工場抵当法）
  - 鉱業財団抵当権（鉱業抵当法）
  - 漁業財団抵当権（漁業財団抵当法）
  - 鉄道財団抵当権（鉄道抵当法）
  - 軌道財団抵当権（軌道ノ抵当ニ関スル法律）
  - 港湾運送事業財団抵当権（港湾運送事業法）
  - 道路交通事業財団抵当権（道路交通事業抵当法）
  - 自動車交通事業財団抵当権（道路運送法施行法および旧自動車交通事業法）
  - 観光施設財団抵当権（観光施設財団抵当法）
- その他の特別法上の不動産抵当権
  - 立木抵当権（立木ニ関スル法律）
  - 漁業権抵当権（漁業法）
  - 採掘権抵当権（鉱業法、日本国と大韓民国との間の両国に隣接する大陸棚の南部の共同開発に関する協定の実施に伴う石油及び可燃性天然ガス資源の開発に関する特別措置法）
  - ダム使用権抵当権（特定多目的ダム法）
  - 公共施設等運営権抵当権（民間資金等の活用による公共施設等の整備等の促進に関する法律）

## フランス
フランス法においては、抵当権は3種類に分けられる。すなわち、約定抵当権（hypothèque conventionnelle）、裁判抵当権（hypothèque judiciaire）および法定抵当権（hypothèque légale）である。

### 約定抵当権
約定抵当権は、当事者間の合意によって設定される抵当権である。

### 裁判抵当権
裁判抵当権は、裁判所の裁判によって設定される抵当権である。

### 法定抵当権
法定抵当権は、（合意や裁判なくして）法律に基づき成立する抵当権である。妻は、夫が現在又は将来において所有する一切の不動産に対する包括的な抵当権を有するものとされている。

## スコットランド
イギリスのスコットランドの民法体系にも抵当権制度は持ち込まれ、そこでは、約定抵当権（すなわち、冒険貸借（en:bottomry）と積荷冒険貸借（en:respondentia））と法定の黙示抵当権が区別された。後者については、最も重要なのは賃料のための土地所有者の抵当権（イングランド法におけるdistress（自救的な動産差押え）に相当する。）であり、その効力は当該土地の生産物や当該土地において飼養される牛や羊、さらには耕作用の家畜や馬にまで及んだ。
スコットランドにおいては、農地に関する抵当権の規律が長らく不満の原因となっていた。その適用は、1867年抵当権改正（スコットランド）法（the Hypothec Amendment (Scotland) Act 1867）と、1880年抵当権廃止（スコットランド）法（the Hypothec Abolition (Scotland) Act 1880）によって制限された。後者によれば、土地所有者の土地賃料（当該土地上の建物の賃料を含む。）のための抵当権のうち、当該土地の広さが2エーカー（8,000 m²）を超えており、農地又は牧草地として賃貸されたものについては、終了するものとされた。同法および1883年農業用借地（スコットランド）法（the Agricultural Holdings (Scotland) Act 1883）により、賃料のためのその他の権利および救済が、抵当権が終了した場合には、土地所有者に対して付与された。
2007年破産・強制執行等（スコットランド）法（the Bankruptcy and Diligence etc. (Scotland) Act 2007）は、コモン・ロー上の強制執行手続である賃料のための一時的強制管理（sequestration for rent）を廃止した。スコットランド法においては、土地所有者の抵当権は、土地所有者の貸地上に位置する一切の物品に対するコモン・ロー上の担保権であり、当該物品の所有者が誰かは問われない。その抵当権が担保するのは、土地所有者に対して負う一切の債務というわけではなく、賃料のみである。土地所有者の抵当権は、賃料のための一時的強制管理（sequestration for rent）と呼ばれる裁判所の手続によって実行される。
スコットランド行政府はそのような仕組みは近代的な執行制度の下では役割を終えたと判断した。その主な理由は、土地所有者は、不払賃料を回収するには、差押え（attachment）などの他の強制執行手続を利用できるためである。賃料のための一時的強制管理（sequestration for rent ）は、今日においては、土地所有者の抵当権によって担保される物品の売却のためにのみ用いることができる。なお、土地所有者の抵当権は、適格な賃貸借があれば自動的に発生する。
法案は、強制執行手続そのものではないにもかかわらず、抵当権にも一定の変更を加えた。例えば、2002年負債整理・差押え（スコットランド）法（the Debt Arrangement and Attachment (Scotland) Act 2002）によって開始された、住居内の物品に対する抵当権を廃止するプロセスを完了させた。また、第三者の所有する物品に対する抵当権も廃止した。
法案はさらに、賃料のための一時的強制管理（sequestration for rent ）の廃止にかかわらず、土地所有者の抵当権は、倒産時において「土地所有者に優先権を与える」担保権として存続することとした。

## カナダ・ケベック州
カナダのケベック州においては、ケベック民法典2660条が抵当権を次のように定義する。
抵当権は、債務の履行のために責めを負うものとされた動産または不動産に対する物権である。これは、債権者に対して、当該財産が誰の所有となろうと追及し、その占有を取得しもしくは支払に替えてそれを取得し、またはそれを売却しもしくは売却させ、かつ、この場合においては、この法典に定める順位による当該売却の代金に対する優先権を有する権利を与える。
A hypothec is a real right on a movable or immovable property made liable for the performance of an obligation. It confers on the creditor the right to follow the property into whosoever hands it may be, to take possession of it or to take it in payment, or to sell it or cause it to be sold and, in that case, to have a preference upon the proceeds of the sale ranking as determined in this Code.
抵当権には多くの種類がある。例えば、
- 約定抵当権 (2681条)
- 法定抵当権 (2724条)
- 質権 (gage)、すなわち、引渡しによる動産抵当権 (2702条)
- 債権上の動産抵当権 (2710条)
- 浮動抵当権 (2715条)

民法典がさらに規定する他の担保として優先債権（prior claim）と呼ばれるものがある。定義は以下のとおりである。
債権であって、法律が、たとえ抵当債権者であれ他の債権者に優先する債権者の権利を付与したもの…（2650条）
A claim to which the law attaches the right of the creditor to be preferred over the other creditors, even the hypothecary creditors [...]
- この記事にはアメリカ合衆国内で著作権が消滅した次の百科事典本文を含む: Chisholm, Hugh, ed. (1911). "Hypothec". Encyclopædia Britannica (英語). Vol. 14 (11th ed.). Cambridge University Press. p. 208.